# Canal Concepción
El canal Concepción  es uno de los canales patagónicos principales, que corre en sentido longitudinal y paralelo a la costa continental de la Patagonia chilena. Es la continuación hacia el sur del canal Wide. Separa las islas del archipiélago Madre de Dios de la costa continental y de las islas Doñas y Lobos pertenecientes al archipiélago de Hanover.
Administrativamente, el canal y sus riberas pertenecen a la comuna de Natales, en la provincia de Última Esperanza, dentro de la XII Región de Magallanes y de la Antártica Chilena.
Su nombre se debe al navegante español Pedro Sarmiento de Gamboa que navegó por primera vez sus aguas un 7 de diciembre de 1579, víspera de la festividad de la Inmaculada Concepción. 

## Recorrido
Mapa del canal
Comienza por el norte frente a la isla Tópar, donde la parte sur de la isla queda enfilada con las islas Arthur y termina al sur en la alineación del cabo Ladrillero con la parte suroeste de la isla Doñas, desembocando en la bahía Salvación del océano Pacífico.
Se puede dividir en dos secciones: la parte norte que fluye entre el continente y la isla Madre de Dios por 27 nmi y la parte sur que durante 21 nmi corre entre las islas Doñas y Lobos y la isla Duque de York.
Su dirección general es NNE al SSW; su largo total es de aproximadamente unas 48 millas marinas y su ancho varía entre 2½ y 6½ millas marinas. Sus aguas son muy profundas, entre los 100 y 400 metros.

## Geología y orografía
La orilla occidental del canal está formada por la costa oriental de las isla Madre de Dios, en la parte norte, y de la isla Duque de York, al sur; entre ambas islas está el angosto canal Oeste, que comunica con el Pacífico.
La ribera oriental está menos definida, comenzando en el extremo noreste por la península Wilcok, de la costa continental y siguiendo en dirección SSW por las pequeñas islas Jorge y Canning. Sigue luego el canal Andrés, la costa occidental de la isla Figueroa y un gran ensanchamiento, el inicio del canal Inocentes; acaba esta ribera en el extremo suroeste con la costa de la isla Doñas, donde el canal se abre al Pacífico.
Las riberas del canal son abruptas y montañosas, tiene cerros de más de 700 metros de altura. Hacia ambos costados se abren senos, esteros y ensenadas.

## Navegación
La corriente de flujo viene desde el sur hacia el norte, la de reflujo o vaciante en el sentido opuesto. Ellas arrastran los témpanos a la deriva que bajan de los ventisqueros, especialmente en otoño e invierno. Estos témpanos representan un peligro para la navegación, especialmente de noche.

### Señalización marítima
En su ruta existen varios faros y boyas. En su parte norte hacia el poniente se encuentran los cascos náufragos de las naves Cachapoal y Ponderosa.

## Descripción costa oeste

### Isla Tópar
Mapa de la isla
Situada 1½ nmi al SSW del cabo Somerset de la isla Wellington en la entrada oriental del canal Trinidad dividiéndola en los pasos Brassey y Caffin. Tiene una altura de 658 metros. Es boscosa hasta los 240 metros de alto con su cumbre de roca desnuda y plana. A media milla de su costa sureste se encuentran los islotes Moreton que marcan el extremo sur del canal Wide e inicio del canal Concepción. En su extremo NE, en la punta Sunbeam, hay instalado un faro automático. Sus costas están libres de arrecifes.

### Paso Caffin
Mapa del paso
Se forma entre la costa NE de la isla Madre de Dios y el lado SW de la isla Tópar. Tiene 3 nmi de largo y 1½ nmi de ancho. En el centro hay profundidades entre los 58 y los 388 metros. Une el canal Trinidad con el canal Concepción.

### Isla Madre de Dios
Mapa de la isla
Localizada frente al océano Pacífico se extiende 28 nmi en dirección N-S y 25 millas en su sector más ancho. Montañosa. Está quebrada por profundos senos. La isla tiene los siguientes límites: al norte, el canal Trinidad que la separa de las islas Mornington y Wellington, al este el canal Concepción, al sur el canal Oeste que la separa de la isla Duque de York y al oeste el océano Pacífico. En 2006 en una de sus cavernas se encontraron pinturas rupestres efectuadas por la cultura kawésqar.

### Bahía Tom
Mapa de la bahía
Sus coordenadas según el Derrotero son: 50°11′S 74°49′O / -50.183, -74.817. En ella se encuentran varios surgideros donde no llegan los fuertes vientos que azotan la zona cuando hay tempestad. Con buen tiempo puede ser reconocida por el monte Brombley de 330 metros de alto y el cerro Clemente, pero el mejor reconocimiento es el faro isla Stratford instalado en el extremo sur de la isla Stratford. Los surgideros más conocidos de la bahía son el estero Henderson y los fondeaderos Tizard, Tom y el puerto Señoret. El viento tiene una influencia notable en las mareas de la bahía.

### Isla Drummond Hay
Mapa de la isla
Ubicada al sur del estero Temple. Tiene forma triangular. El lado norte es la ribera sur del estero Temple tiene 4 nmi de largo, el lado este que enfrenta al canal Concepción 3 nmi de largo y el lado suroeste que enfrenta el lado norte del seno Molyneux tiene 4,75 nmi de largo. En el sector este hay una cumbre de 304 metros y otra de 407 metros al norte y sur respectivamente. En su parte central hay un cerro de 440 metros de altura.

### Seno Molyneux
Mapa del seno
Sus coordenadas según el Derrotero son 50°18′S 74°52′O / -50.300, -74.867. Se forma entre las islas Drummond Hay y Anafur. El fondo del saco se comunica con el canal Concepción mediante el estero Temple de 5 nmi de largo, un canal libre de peligros que fluye por el lado oeste de la isla Drumond Hay; y su ribera sur se une al canal Oeste mediante el canal Grove de 15 nmi de largo. En la entrada del seno, sobre la costa de la isla Drummond Hay, se forma puerto Molyneux. En Caleta de la Tierra se encuentran los cascos de las naves Cachapoal y Ponderosa.

### Isla Anafur
Mapa de la isla
Situada al SW del seno Molineux. Tiene 9½ nmi de largo en dirección NE-SW y un ancho medio de 4 nmi a 90°. Está separada de la isla Madre de Dios por el canal Grove y por el seno Monteith de las islas Caracciolo y Escribano. En su costa este se abre bahía Walker.

### Isla Hocico de Caimán
Mapa de la isla
Sus coordenadas según el Derrotero son 50°25′S 74°58′O / -50.417, -74.967. Ubicada al noreste de la isla Escribano separadas por el seno Landslip y cerca de la punta SE de la isla Anafur de la que la separa un canalizo muy estrecho y sucio no apto para la navegación de ningún tipo de embarcación. Tiene 2 nmi de largo en dirección N-S por 1 nmi de ancho a 90°. Es montañosa. Tiene una cima cónica de 363 metros de alto.

### Canal Oeste
Mapa del canal
La orientación media del canal es 105°-285° y su largo es de 17 millas. El ancho varía entre ½ y 3 millas. La boca occidental queda en 50°28′S 75°28′O / -50.467, -75.467 entre el cabo North Head de isla Tarlton y la punta Sur de isla Duque de York. La boca oriental está en 50°29.5′S 75°03′O / -50.4917, -75.050 entre el cabo Saboya en su ribera norte y punta Anunciada en isla Duque de York.

### Isla Duque de York
Localizada frente al océano Pacífico es de forma irregular, tiene un largo de 20 millas de N a S y su ancho varía entre 15 y 6 millas. Sus límites son: al norte el canal Oeste, cuyas aguas la separan de la isla Madre de Dios, al este el canal Concepción que la separa de las islas Inocentes, Lobos y Doñas, al oeste y el sur, el océano Pacífico.

### Cabo Ladrillero
Según el Derrotero sus coordenadas son 50°48′S 75°19′O / -50.800, -75.317. Es el extremo sur de la isla Duque de York. Su alineación con el extremo sur de la isla Doñas señala la entrada sur del canal Concepción.

## Descripción costa este

### Islas Arthur
Son dos islas pequeñas situadas en el lado sur de la entrada al estero Lecky casi pegadas a la costa continental. La enfilación de ellas con el extremo sur de la isla Tópar marca el inicio norte del canal Concepción y término sur del canal Wide.

### Isla Jorge
Ubicada 1 nmi al SW del cabo Clanricarde de la costa continental separada por el seno Tres Cerros. Mide 3 nmi en dirección E-W por 2 nmi N-S. Su parte norte es baja con una colina de 244 metros de alto. En el sector SE hay un cerro redondo de 609 metros.

### Isla Canning
Situada 1 nmi al sur de la isla Jorge. Mide 2¼ nmi en dirección N-S por 7 nmi de E-W. Es de altura moderada. El canal que la separa de la isla Jorge está sembrado de rocas e islotes. El lado sur de la isla es la ribera noroccidental del canal Andrés.

### Canal Andrés
Comienza en el canal Concepción fluyendo entre las islas Canning y Figueroa. Su dirección inicial es hacia el este por 9½ nmi punto en que gira en dirección sureste por 10 nmi lugar en el que se abren el seno Fuentes en dirección norte por 8 nmi, el estero Andrés en dirección general este por 18 nmi y en cuya medianía abre el seno Guillard, en dirección noreste por 9 nmi y el canal Pitt que fluye en dirección sur por 28 nmi hasta desembocar en el estero Peel.

### Isla Figueroa
Mapa de la isla
Se encuentra 2 nmi al sur de la isla Canning. Mide 11 nmi en sentido NE-SW por 10 nmi en dirección W-E. Montañosa. Por el norte corre el canal Andrés, por el SE el canal Artillería, por el SW el canal Inocentes y por el oeste con el canal Concepción. En el sector norte se encuentra el pico Downfall de 660 metros de altura y al centro de la isla el pico Singular de 933 metros. En su costa oeste se encuentran las bahías Hugh, Eardley y Wilmont.

### Canal Inocentes
Mapa del canal
Comienza en la enfilación de la punta Tapering de la isla Figueroa con la parte norte de la isla Inocentes en 50°29.5′S 74°52.1′O / -50.4917, -74.8683 y termina en la entrada norte de la angostura Guía en 50°44′S 74°31.5′O / -50.733, -74.5250. Su dirección es NW al SE y tiene un largo de 18 millas marinas.

### Isla Inocentes
Mapa de la isla
Sus coordenadas según el Derrotero son 50°32′S 74°51′O / -50.533, -74.850. Situada en la unión de los canales Concepción e Inocentes.

### Isla Doñas
Pertenece al archipiélago de Hanover, mide 11 millas de N-S por 4,5 millas en su mayor ancho. Sus límites son: al norte y al oeste el canal Concepción que la separa de la isla Duque de York, al este el canal Rayo que la separa de la isla Farrel y al sur las aguas de la bahía Salvación en el océano Pacífico.

### Bahía Salvación
Formada entre la costa sur de la isla Doñas, la costa oeste de la isla Hanover y la costa norte de las islas Arístides y Solar. Es una ensenada grande abierta a los vientos del oeste y sembrada de rocas, escollos, roqueríos y rompientes. No debe utilizarse para la navegación del canal Rayo al canal Santo..